# 道路運輸及公路部
道路運輸及公路部，簡稱MoRTH，是印度聯邦政府的自治機構，主管全印度公路運輸的相關事務、法律等。由於公路運輸對該國的經濟發展十分重要（印度60%的貨運量和85%的客運量皆使用公路運輸），因此每年該機關可爭取到較高的預算額。

## 歷史

### 背景
道路運輸及公路部的前身是於1942年7月成立的戰時運輸局，該部業務範圍包含現在的公路運輸部、鐵路部、海運部和石油天然氣部，為軍方調動資源。隨著第二次世界大戰的結束，戰時運輸局被更名為交通部，不再具有軍事色彩。

### 年表
- 1957年：戰時運輸局更名為交通部，道路運輸及公路部的前身之一運輸海運及旅遊局改隸交通部。[3]
- 1966年1月25日：依據總統命令，運輸海運及旅遊局改隸運輸航空部。[3]
- 1967年3月13日：運輸航空部進行組織改組，公路和海運業務由運輸海運部（英語：Ministry of Shipping (India)）辦理。[3]
- 1985年9月25日：運輸海運部更名為地面運輸局，改隸運輸部。[3]
- 1986年10月22日：地面運輸局更名為地面運輸部。[3]
- 1999年10月15日：地面運輸部進行組織改組，將部門整合為海運局和公路運輸局。[3]
- 2000年11月17日：地面運輸部進行組織改組，海運業務由海運部（英语：Ministry of Shipping (India)）辦理、公路業務由道路運輸及公路部辦理。[3]
- 2004年10月2日：海運部和道路運輸及公路部被合併為海運及公路運輸部。[3]
- 2009年：海運及公路運輸部再次被分割為海運部（英语：Ministry of Shipping (India)）和道路運輸及公路部。[3]

## 組織架構

### 本部
- 聯合秘書室：負責道路管理、宣導交通安全及協調公眾關係等，共有7位。[4]
- 運輸研究顧問處：為各部門提供數據、技術支持，以及統計、經濟分析。[4]
- 發展總幹事辦公室：負責除了中央公路以外的國家公路的發展和養護。[4]
- 秘書室：協助聯合秘書、運輸研究顧問和發展總幹事。[4]

另外，以下是道路運輸及公路部其他業務單位：
- 道路運輸處
- 公路處
- 行政處
- 國際關係處
- 收費及協調處
- 土地徵收處
- 議會處
- 財政處（與海運部（英语：Ministry of Shipping (India)）共用單位）
- 道路處
- 運輸研究處

### 自治機構
- 印度國家公路管理局（NHAI）[4]
- 國家公路和基礎設施發展有限公司（NHID）[4]
- 印度道路建設公司（IRCC）[4]

### 派出機關
- 辦公室
- 孟買辦公室
- 加爾各答辦公室
- 昌迪加爾辦公室
- 齋浦爾辦公室
- 巴特那辦公室
- 古瓦哈提辦公室
- 辦公室
- 甘地訥格爾辦公室
- 布巴內什瓦爾辦公室
- 博帕爾辦公室
- 特里凡得琅辦公室
- 西隆辦公室
- 勒克瑙辦公室

## 統計
印度擁有世界上最大的公路網之一─整個公路網近4,885,000公里長（截至2014年10月），其中包含：
| 道路種類       | 長度           |
| -------------- | -------------- |
| 國道／高速公路 | 92,851 公里    |
| 邦道           | 1,42,687 公里  |
| 其他道路       | 46,49,462 公里 |
| 總長度         | 48,85,000 公里 |

從1951年到2011年，印度的道路總長度在60年內增長了11倍以上。同時，鋪面道路的長度增加了約16倍。由於新的鋪面道路完工，印度的公路交通獲得極大的改善。
- 道路總長度（公里）
- 鋪面道路總長度（公里）

為了提升該國道路水準，印度政府撥款約2兆盧比給2013－2014年度的中央公路基金，作為以下的用途：
| 項目                     | 預算（盧比）      |
| ------------------------ | ----------------- |
| 邦政府和聯邦屬地補助款   | 2,659億9,100萬    |
| 跨邦及國際公路興建補助款 | 262億2,200萬      |
| 國道                     | 9,881億9,500萬    |
| 鄉村聯外道路             | 5,827億2,000萬    |
| 鐵路                     | 1,092億6,000萬    |
| 總金額                   | 1兆9,423億8,800萬 |

## 外部連結
- 印度道路運輸及公路部官方網站 （页面存档备份，存于）